# Анкаратра
Анкаратра (малаг. Ankaratra) — вулканический горный регион в центральной части Мадагаскара. Анкаратра занимает территорию около 5200 квадратных километров. Самым высоким пиком региона является Циафадзавуна высотой 2642 м (2644 м), третья по величине вершина в стране. Основной горный хребет проходит к юго-западу от столицы Антананариву. Город Анцирабе, расположенный на склоне Циафадзавуна является центром региона.
Вулканическое поле, состоящее из шлаковых конусов, занимает территорию длиной около 100 км между Аривунимаму на севере и Анцирабе на юге. Вулканическая активность в данном районе происходила начиная с эпохи миоцена вплоть до голоцена. В результате вулканической деятельности трахитовых куполов появились тектонические озёра. Последняя вулканическая активность происходила в южной части комплекса в виде стромболианского извержения базанитовых потоков, в результате возникло большое количество шлаковых конусов. В районе Анкаратра есть горячие источники. Вулканические извержения образовали несколько значительных кратеров которые со временем стали маарами. В 1985—1991 гг. происходили землетрясения магнитудой 5,2—5,5 на глубинах 15—28 км.